# Trichodactylidae
Trichodactylidae (лат.) — семейство крабов из монотипического надсемейства Trichodactyloidea из подсекции Heterotremata секции Eubrachyura. Все они являются пресноводными крабами из Центральной и Южной Америки, включая некоторые прибрежные острова, такие как Ильябела, в штате Сан-Паулу. 

## Палеонтология
Только один из 50 видов известен по окаменелостям, это Sylviocarcinus piriformis из миоцена Колумбии. Древнейшие находки семейства представлены изолированными клешнями из эоцена Перу. 

## Систематика
Семейство включает 15 родов в двух подсемействах:
Подсемейство Dilocarcininae Pretzmann, 1978
- Bottiella Magalhães & Türkay, 1996
- Dilocarcinus H. Milne-Edwards, 1853
- Forsteria Bott, 1969
- Fredilocarcinus Pretzmann, 1978
- Goyazana Bott, 1969
- Melocarcinus Magalhães & Türkay, 1996
- Moreirocarcinus Magalhães & Türkay, 1996
- Poppiana Bott, 1969
- Rotundovaldivia Pretzmann, 1968
- Sylviocarcinus H. Milne-Edwards, 1853
- Valdivia White, 1847
- Zilchiopsis Bott, 1969

Подсемейство Trichodactylinae H. Milne-Edwards, 1853
- Avotrichodactylus Pretzmann, 1968
- Rodriguezia Bott, 1969
- Trichodactylus Latreille, 1829